# کونی شیکورا
کونی شیکورا (انگلیسی: Kunie Shishikura; ۱۳ ژوئیهٔ ۱۹۴۶ – ۴ ژانویهٔ ۱۹۹۸) بازیکن والیبال اهل ژاپن بود.